# Fonte sacra Su Tempiesu
La fonte sacra Su Tempiesu (Tempiessu secondo il linguista Massimo Pittau) è un monumento nuragico risalente all'Età del bronzo. 
Situato nel territorio del Comune di Orune, in provincia di Nuoro, nella Sardegna centrale, in località sa  Costa 'e Sa Binza, si raggiunge dal paese di Orune, costeggiando il cimitero sulla sinistra e percorrendo una strada asfaltata di circa 5 km che conduce ad una struttura ricettiva, per poi procedere a piedi per 800 m.

## Storia
Destinato al culto delle acque, fu edificato nel II millennio a.C., si presume nel XIII secolo a.C. Intorno al IX secolo a.C. fu sepolto da una frana che distrusse la parte superiore e seppellì il resto. Fu scoperto casualmente nel 1953 durante lavori di sistemazione della vena acquifera da parte dei proprietari del fondo.
Fu scavato per la prima volta negli anni cinquanta del Novecento da Godeval Davoli. Successivi interventi di scavo e restauro sono stati diretti da Maria Ausilia Fadda negli anni 1981-86 e nel 1998

## Struttura architettonica
Il tempio è stato realizzato in opera isodoma, ossia con blocchi di basalto magistralmente squadrati e lavorati all'occorrenza con appropriata inclinazione. Le rocce presenti nel territorio circostante sono composte prevalentemente da scisti o da graniti, e la roccia vulcanica utilizzata è stata trasportata nel sito da località piuttosto distanti,  probabilmente dal territorio di Dorgali. Il monumento è costituito da una fonte principale con tetto a doppio spiovente, preceduta da un vestibolo delimitato anteriormente da un muretto dentro il quale è scavata una seconda piccola fonte che riproduce in scala ridotta quella maggiore.

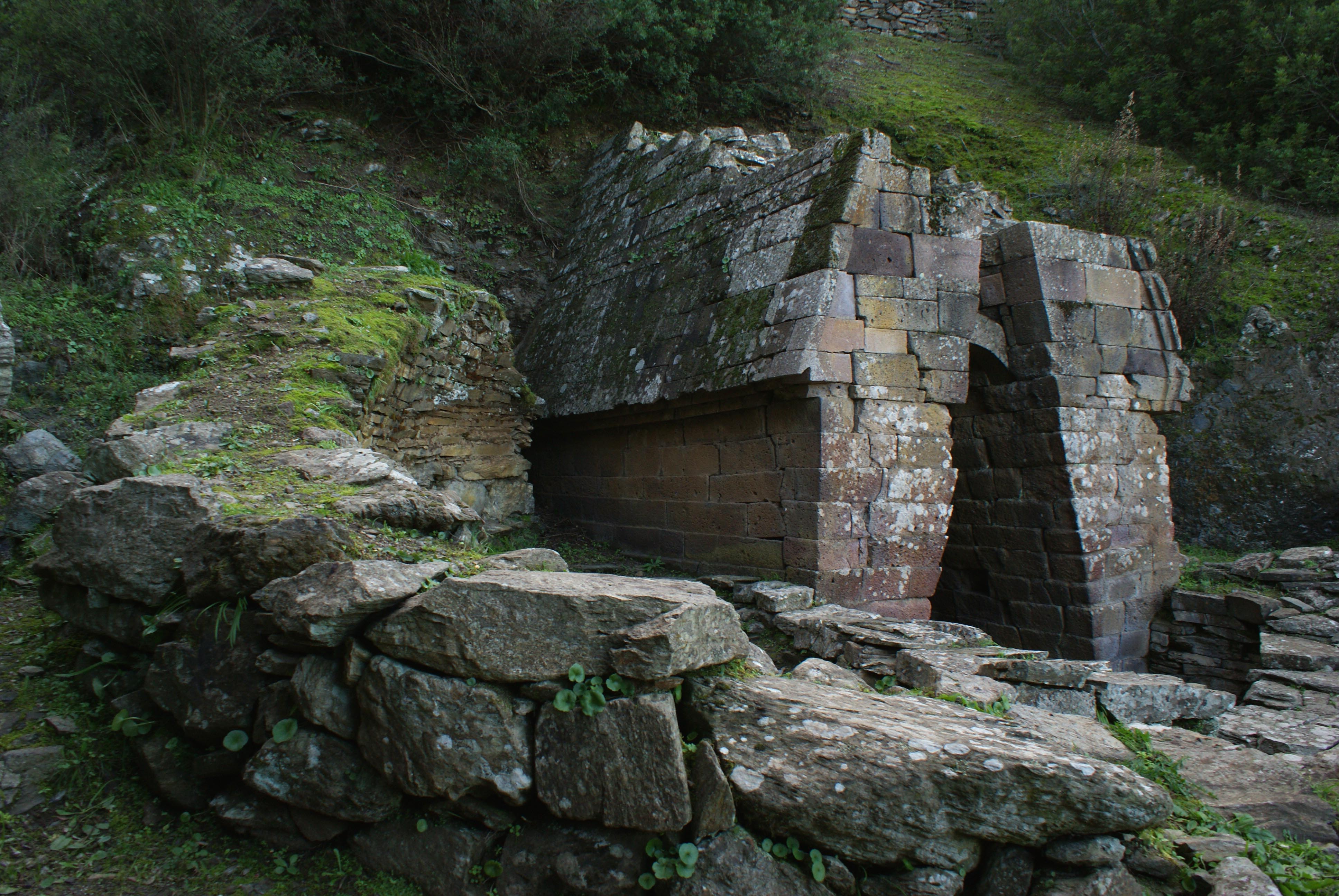
Il complesso nel suo contesto

Il tempio è addossato ad una ripida parete di roccia scistosa dove è stata captata ed incanalata l'acqua sorgiva che alimenta la fonte.

### Vestibolo

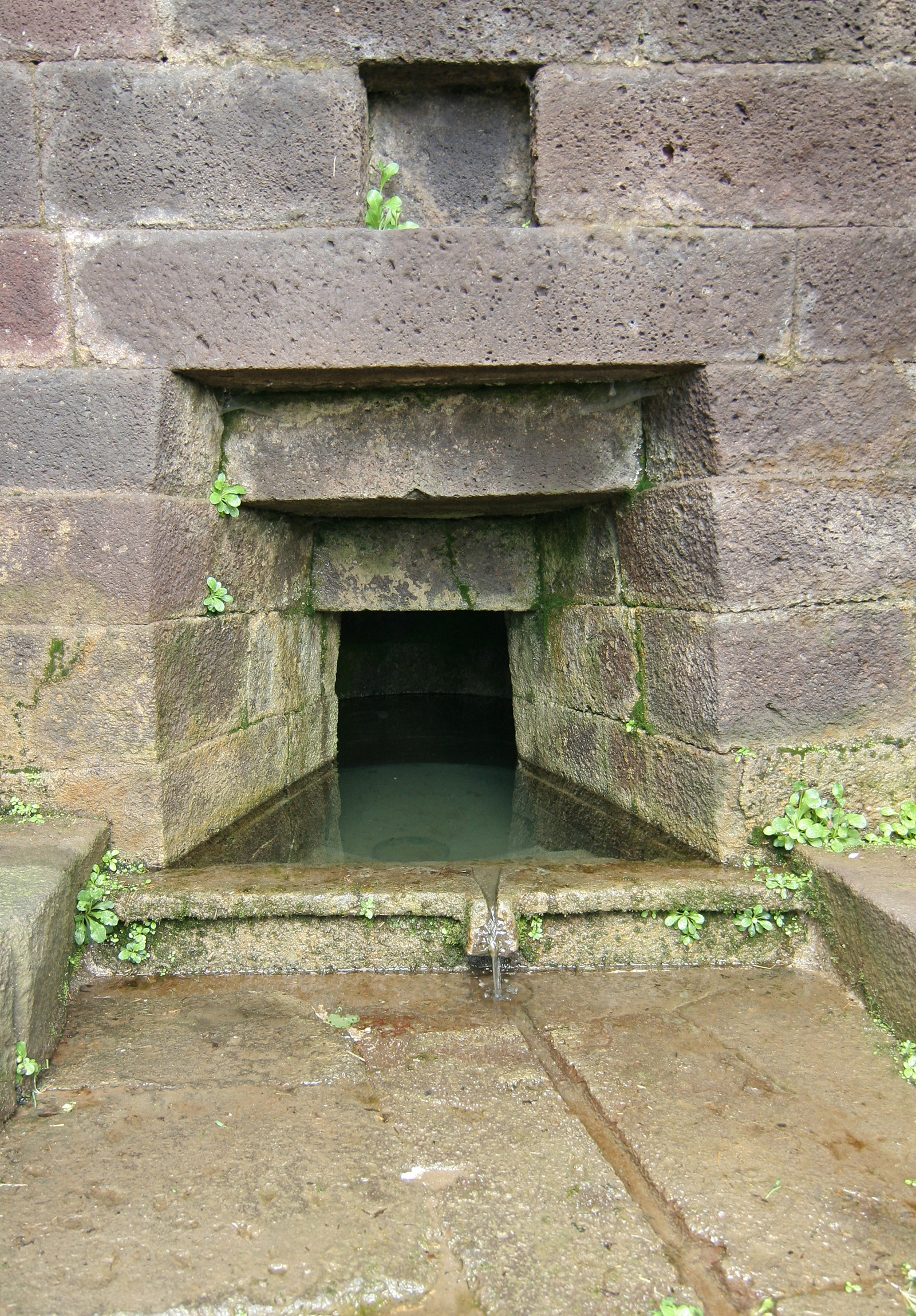
Orune - Particolare della cella

Il vestibolo o pronao, ossia una struttura aperta frontalmente - pavimentata con lastre di trachite perfettamente giunte e in lieve pendenza - è delimitata posteriormente da una parete oltre la quale si trova il pozzo principale. I due muri realizzati lateralmente sono edificati in aggetto sin dalla base, e nella loro elevazione formano un arco acuto molto stretto, determinando in questo modo sia la funzione di parete che di copertura del vestibolo stesso. La parte finale è stata distrutta da una frana mentre sono ancora esistenti due archetti monolitici posti tra le due pareti aggettanti a circa tre quarti dell'altezza originaria. La copertura esterna del vestibolo è a doppio spiovente con doppia cornice perimetrale provvista di un paragocce. I conci di lava basaltica (chiamati a coda o a cuneo o a T) sono stati tagliati in modo da poter essere incastrati tra loro senza l'utilizzo di leganti o malta di coesione.
Durante lo scavo del 1984 furono rinvenute 32 appendici mammelliformi che erano state scalpellate dalla faccia a vista dei blocchi utilizzati per la copertura a doppio spiovente. Alcuni conci della copertura conservano ancora queste appendici. Si conserva gran parte del timpano che originariamente terminava con un concio troncopiramidale con infisse venti spade in bronzo tenute salde da colate di piombo. La lunghezza fuori dal comune e l'assenza di impugnatura indicano l'uso prevalentemente votivo. Due panchine laterali completavano il vestibolo e queste venivano utilizzate per la sosta degli addetti al culto o avevano la funzione di accogliere le offerte votive.

### Fonte principale
Una scaletta di pianta trapezoidale di 4 gradini si apre nella parte interna del vestibolo. Per la sua forma strombata sul vestibolo richiama quella di Santa Cristina di Paulilatino. Tra le fessure in angolo dei gradini vi è del piombo fuso in forma di verghette sottili per impedire la dispersione dell'acqua nel terreno sotto i gradini. La copertura è costituita da 3 architravi che degradano in corrispondenza negativa rispetto ai gradini della scala. Sull'architrave d'ingresso si ha un finestrino di scarico rettangolare (che è anche piano d'appoggio), accorgimento consueto nei nuraghi, esteso anche all'architettura dei pozzi sacri. La scala conduce alla thòlos, alta 1,82 m e con diametro di 0,90 m. È costituita da 11 filari di conci di basalto. La base del vano ha un lastricato di basalto, in pendenza verso l'ingresso, con una fossetta circolare per la decantazione delle impurità. L'acqua traboccante scorre nel solco scavato sull'ultimo gradino (o soglia-gradino d'ingresso) e va a riversarsi su una sottostante conca circolare; da qui poi, attraverso una canaletta scavata nel lastricato del vestibolo, viene convogliata fino alla seconda piccola fonte.

### Pozzetto (o fonte minore)
Il vestibolo è delimitato da un muretto curvilineo in blocchi di basalto, integrato in seguito con lastrine di scisto. All'interno del muretto è scavata una seconda fonte, che riproduce in scala minore la fonte principale e che raccoglie le acque provenienti dal pozzo maggiore. L'acqua vi defluisce attraverso una canaletta terminante con un finissimo gocciolatoio in steatite verde. Anche qui è presente una fossetta circolare per la decantazione dei detriti. Sul muro, al di sopra della fonte, sono scavate due nicchie e vi sono due piani d'appoggio in scisto.

## Ritrovamenti

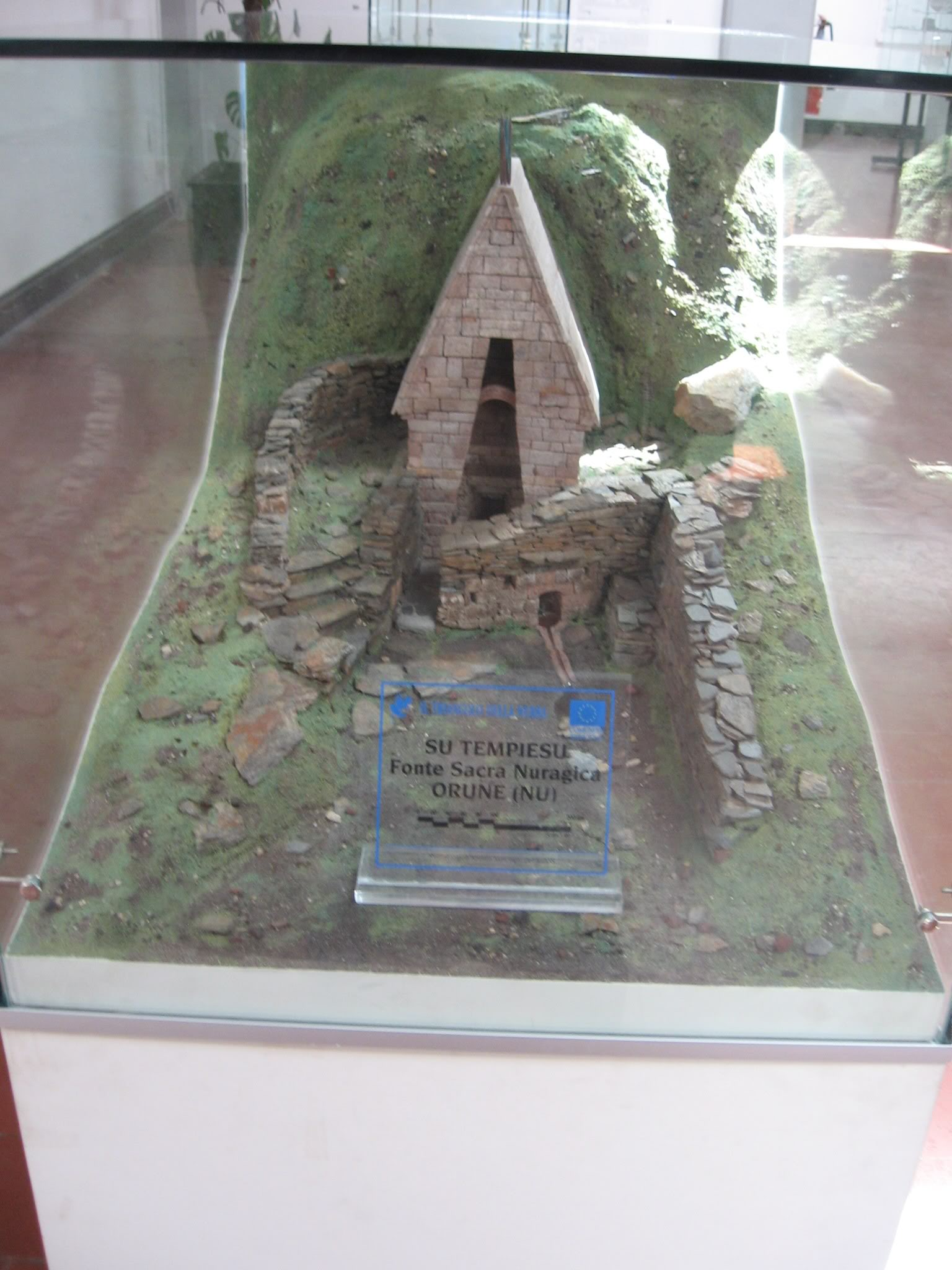
Ricostruzione esposta al museo nazionale archeologico ed etnografico G. A. Sanna, Sassari

Durante l'esplorazione del pozzetto sono stati rinvenuti numerosi oggetti votivi. Si tratta di spade a lingua da presa con decorazione a cerchielli o triangolini, stiletti, pugnali a base semplice, spilloni (usati sia come fermapieghe del mantello maschile sia come arma rituale), pugnaletti miniaturistici ad elsa gammata usati come amuleti o pendaglietti, fibule ad arco ribassato, bracciali e anelli, vaghi di collana e pendagli, aghi, bottoni (di cui uno con protome animale) ed un cestino in miniatura. Sono stati rinvenuti inoltre bronzi figurati (statuine che raffigurano offerenti e guerrieri) come la figura maschile barbata con bandoliera a tracolla, il pastore con bisaccia e la coppia di offerenti.